# Trichovespula macrocera
Trichovespula macrocera är en nattsländeart som beskrevs av Schmid 1955. Trichovespula macrocera ingår i släktet Trichovespula och familjen Tasimiidae. Inga underarter finns listade i Catalogue of Life.